# Pongsan
Ne doit pas être confondu avec Pyongsan.
Pongsan est un chef-lieu d'arrondissement (gun) situé à 9 km à l'est du centre de Sariwon, la capitale de la province du Hwanghae du Nord en Corée du Nord.

## Géographie

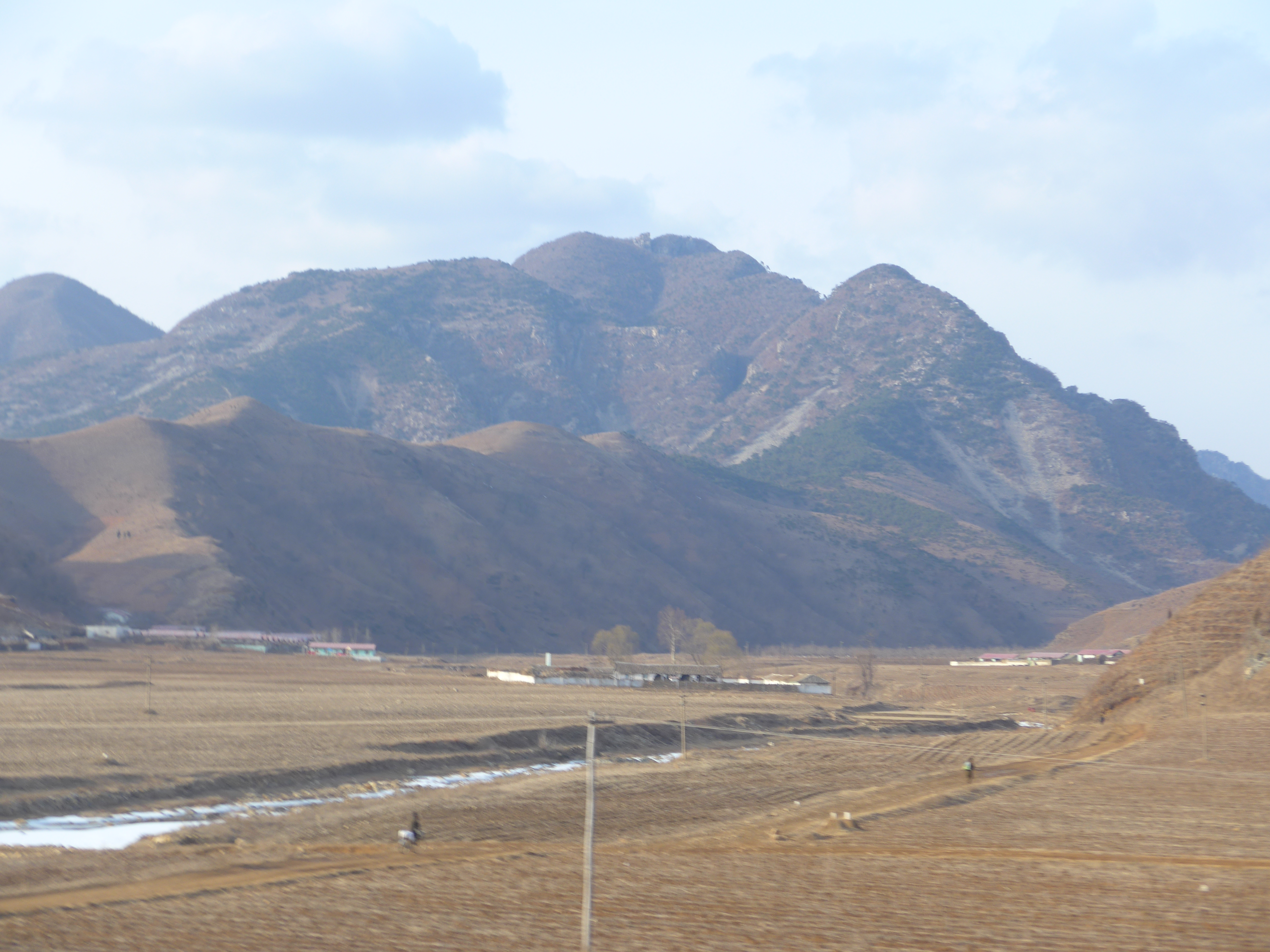
Près de Chonggye-ri

L'arrondissement de Pongsan est une zone de plaines et de collines centrée sur la vallée du Sohung-gang, une rivière qui rejoint peu après l'estuaire du Taedong. Quatre grands réservoirs, dont le lac du Sohung (16,6 km²), facilitent son irrigation. Le bourg de Pongsan se trouve à une altitude de 40 m et la vallée est bordée au nord par la chaîne des Jongbangsan comportant notamment le Jabisan (자비산, 691 m, le Kamabong (가마봉, 483 m) et le Jongbangsan (481 m). Côté sud, il y a aussi le Chailbong (차일봉, 607 m) et le Kusan (구산, 507 m). L'arrondissement est couvert à 50% par la forêt dont 52% de feuillus (chênes, frênes, bouleaux, ormes, camélias, châtaigniers) et 48% de conifères (pins) . 
Les températures mensuelles moyennes varient entre -6,6 °C en janvier et 24,5 °C en aout. Il peut geler du 13 octobre au 18 avril et les températures record vont de -22,9 °C (17 janvier 1957) à 34,9 °C (4 juillet 1969). Les précipitations annuelles sont comprises entre 616 mm (1958) et 1339 mm (1972).

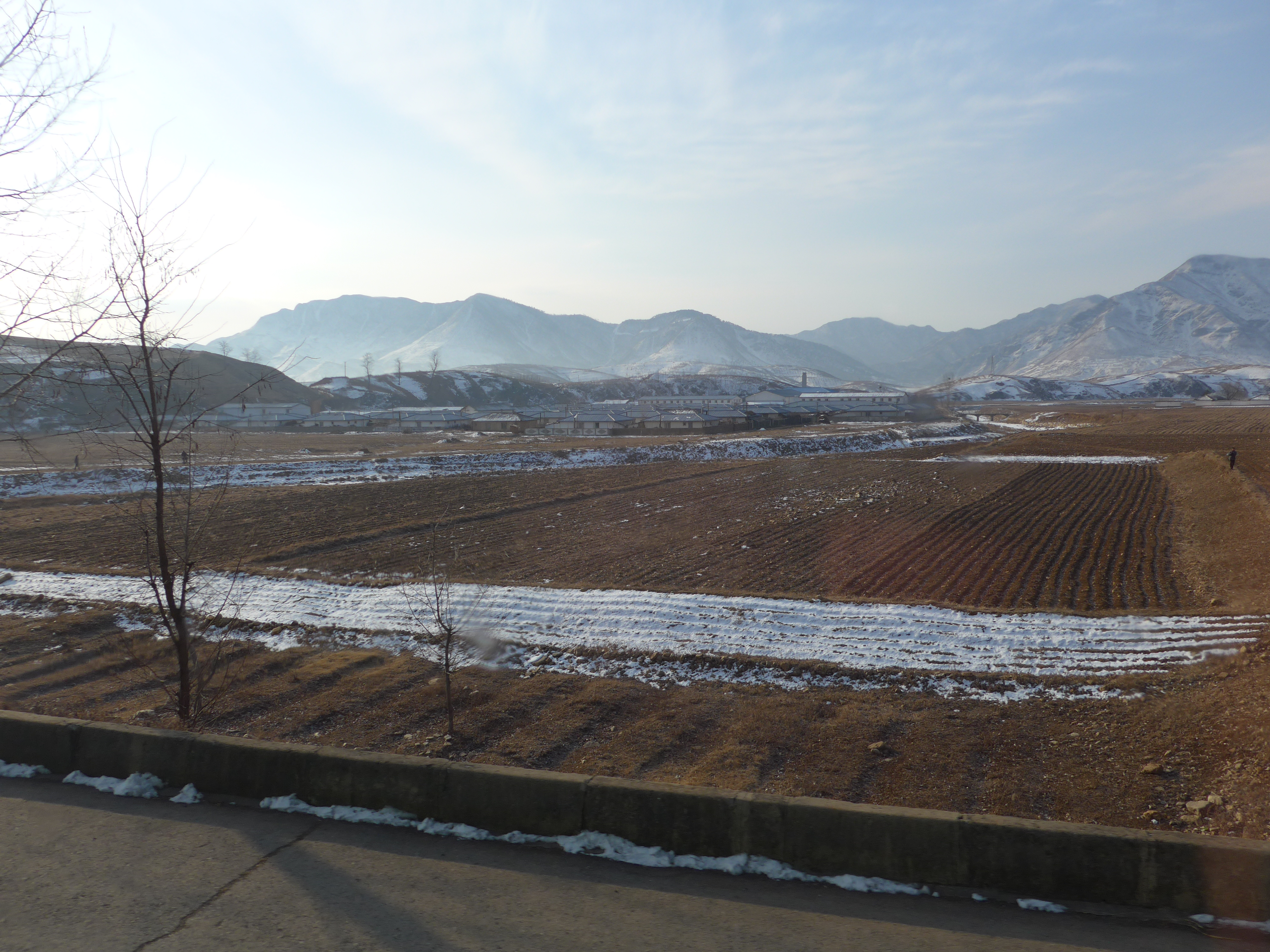
Près de Chonggye-ri

Les terres agricoles couvrent 30,5% du territoire, dont 55% de champs, 27% de rizières, 15% de vergers (pommes, poires, jujubes). Les cultures principales sont le riz (en plaine), le maïs, le sorgho, le soja et les haricots mungo. Avant la libération et le développement de l'irrigation et de la culture du riz, le millet des oiseaux, le millet du Japon et le sarrasin tenaient une place importante.
Outre d'autres industries, en raison de l'abondance de pierres calcaires mais aussi d'argiles et de kaolin, c'est l'un des grands centres de l'industrie du ciment et des matériaux de construction en Corée du Nord. De même, la porcelaine et la faïence de Pongsan étaient réputées pour leur finesse et leur qualité.
Situé sur l'axe de communication nord-sud de la péninsule, l'arrondissement de Pongsan est bien relié depuis 1906 à la ligne ferroviaire Pyongbu allant de Pyongyang à la frontière intercoréenne et à l'autoroute de Pyongyang-Kaesong qui lui est parallèle depuis 1992.

## Subdivisions administratives

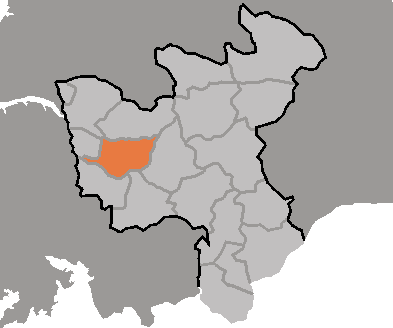
Position de l'arrondissement de Pongsan au sein du Hwanghae du Nord

L'arrondissement de Pongsan tel qu'il existe actuellement est essentiellement issu de la réforme du découpage administratif réalisée en décembre 1952. Avant, la ville de Sariwon lui était également subordonnée. Depuis lors, il n'y a eu que des changements mineurs et notamment les suivants: en 1973, Migok-ri, Mangum-ri et Oso-rodongjagu ont été transférés à Sariwon. En 1982, Chongryong-ri a été ajouté en provenance de l'arrondissement d'Unpha. En 1986, Sonjong-ri, Pongui-ri, Taeryong-ri, Munhyon-ri et Jongbang-ri ont été transférés à Sariwon. En février 1989, Samhung-ri, Sugok-ri et Unjong-ri ont été transférés à l'arrondissement de Sohung et Myosong-ri à celui d'Unpa. En 2002, il rassemble un bourg (up), un district de travailleurs (rodongjagu) et 18 villages (ri). Avec 124 745 habitants (2008) sur 436,04 km², soit 37 km d'est en ouest et 17 km du nord au sud, la densité est de 286 hab/km².
- Pongsan-up (봉산읍)
- Songjong-rodongjagu (송정로동자구, créé en 1992 à partir de Chonggye)
- Kachon-ri (가촌리)
- Tosong-ri (도성리)
- Jitap-ri (지탑리)
- Songsan-ri (송산리)
- Tokjong-ri (독정리)
- Chondok-ri (천덕리)
- Obong-ri (오봉리)
- Ryujong-ri (류정리)
- Kwanjong-ri (관정리)
- Kuyon-ri (구연리)
- Chonggye-ri (청계리)
- Masan-ri (마산리)
- Kuup-ri (구읍리)
- Chongryong-ri (청룡리)
- Unjong-ri (은정리)
- Samchon-ri (삼천리)
- Sugok-ri (수곡리)
- Myosong-ri (묘송리)

## Histoire et culture

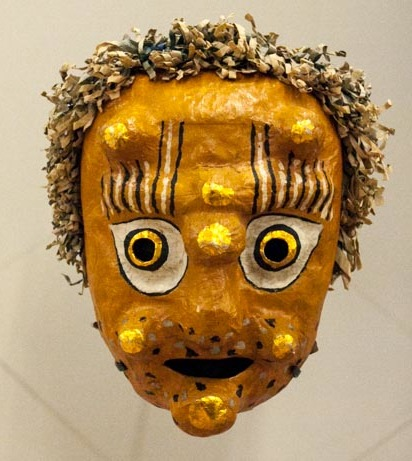
Masque de talchum en papier mâché, 1960, Pongsan

La période néolithique (vers 3000 à 4000 av. J.C) est représentée par le site de Jitap-ri, près du confluent du Jihung et du Sohung-gang avec une grande maison de 50 m² et deux autres plus petites de 12 à 15 m².
Parmi les monuments historiques, il y a les ruines des châteaux de Chondok-ri et de Kwanjong-ri qui font partie de la grande muraille reliant Jongbangsan à Suan et des dolmens à Tosong-ri.
Depuis 200 ans, la ville est connue pour ses danses masquées (talchum), originellement pratiquée le jour du dano et le jour du solstice d'été,.
Pongsan est la ville de naissance du linguiste Ju Si-gyeong (1876-1914), qui a notamment proposé une forme d'écriture linéaire pour le hangul: le pureosseugi.